# Redcar and Cleveland
Redcar and Cleveland är en enhetskommun i grevskapet North Yorkshire i England i Storbritannien. Det ingår i Teesside.
Ungefär en fjärdedel (66 km²) av distriktet är en så kallad unparished area, den är inte indelad i civil parishes. Där ligger den största orten Redcar samt South Bank. Resten av distriktet är indelat i fem civil parishes (om inget annat anges så består civil parishen av en ort med samma namn):
- Guisborough
- Lockwood[a]
- Loftus med orten Skinningrove
- Saltburn, Marske and New Marske[a] med orterna Marske-by-the-Sea, New Marske och Saltburn-by-the-Sea
- Skelton and Brotton[a] med orterna Skelton och Brotton